# Izaiáš (Slaninka)
Izaiáš, vlastním jménem ThDr. Igor Izaiáš Slaninka, Dr.h.c. (* 25. června 1980, Sobrance) je český pravoslavný duchovní, od roku 2024 eparchiální biskup olomoucko-brněnské eparchie.

## Život
Narodil se 25. června 1980 v pravoslavné rodině ve městě Sobrance na východním Slovensku. Absolvoval základní školu v Sobrancích a Střední průmyslovou školu elektrotechnickou v Michalovcích. V letech 1998 až 2003 studoval na Pravoslavné bohoslovecké fakultě Univerzity v Prešově a po studiích pracoval v dětském domově.
V roce 2005 přišel do Mostu v Čechách a stal se tajemníkem metropolitní rady. Dne 24. března 2007 se v chrámu Narození přesvaté Bohorodice v Mostě stal žalmistou-hypodiakonem. Dne 28. května 2007 byl v Mostě postřižený na inoka.
Dne 18. června 2008 získal akademický titul ThDr. na Pravoslavné bohoslovecké fakultě Univerzity v Prešově a obhájil doktorskou práci na téma: "Historicko-kanonický pohled na autokefalitu naší Pravoslavné církve v českých zemích a na Slovensku".
Od 17. listopadu 2008 nastoupil na poslušenství do monastýru sv. Ióva Počajevského v Mnichově v Německu. Dne 28. května 2009 byl v lávře sv. Charitóna blízko Jeruzaléma ve Svaté zemi postřižen na mnicha vladykou Markem (Arndtem), arcibiskupem berlínským a německým, a přijal mnišské jméno Izaiáš (podle biskupa sv. Izaiáše Rostovského).
Dne 11. září 2010 byl v katedrálním chrámu sv. Petra a Pavla v Šabacu v Srbsku rukopoložený na diakona vladykou Lavrentijem (Trifunovićem). Dne 1. listopadu 2010 byl vladykou Kryštofem uvedený v Praze do stavu archidiakona. Dne 30. listopadu 2010 byl vladykou Illarionem (Alfejevem), metropolitou volokolamským, v chrámu sv. novomučedníků a vyznavačů ruských v Mnichově v Německu rukopoložen na jeromonacha. Dne 28. prosince 2010 byl vladykou Markem v Mnichově v Německu uvedený do hodnosti igumena. Dne 23. února 2011 nastoupil na farnost v Mostě v severních Čechách. Dne 6. červenec 2011 se stal představeným monastýru sv. Prokopa Sázavského v Mostě. Dne 6. listopadu 2011 byl vladykou Kryštofem uvedený do hodnosti archimandrity.
Dne 15. listopadu 2014 byl na eparchialním shromáždění v Brně zvolen za biskupa vikáře. Dne 20. listopadu 2014 byl eparchiální radou olomoucko-brněnské eparchie zvolen ředitelem Úřadu eparchiální rady.
Dne 22. února 2015 byl v katedrálním chrámu sv. Václava v Brně vladykou Simeonem a vladykou Tichonem (Hollósym) chirotonizován na vikárního biskupa olomoucko-brněnské eparchie, s titulem biskupa šumperského. Roku 2021 byl vladykou Simeonem dočasně pověřen ke kanonické správě olomoucko-brněnské eparchie.
Po smrti vladyky Simeona byl 20. dubna 2024 zvolen eparchiálním biskupem olomoucko-brněnským, když v tajné volbě obdržel 58 z 59 platných hlasů.
Dne 18. května 2024 proběhla v katedrálním chrámu sv. Gorazda I. v Olomouci intronizace biskupa Izaiáše.

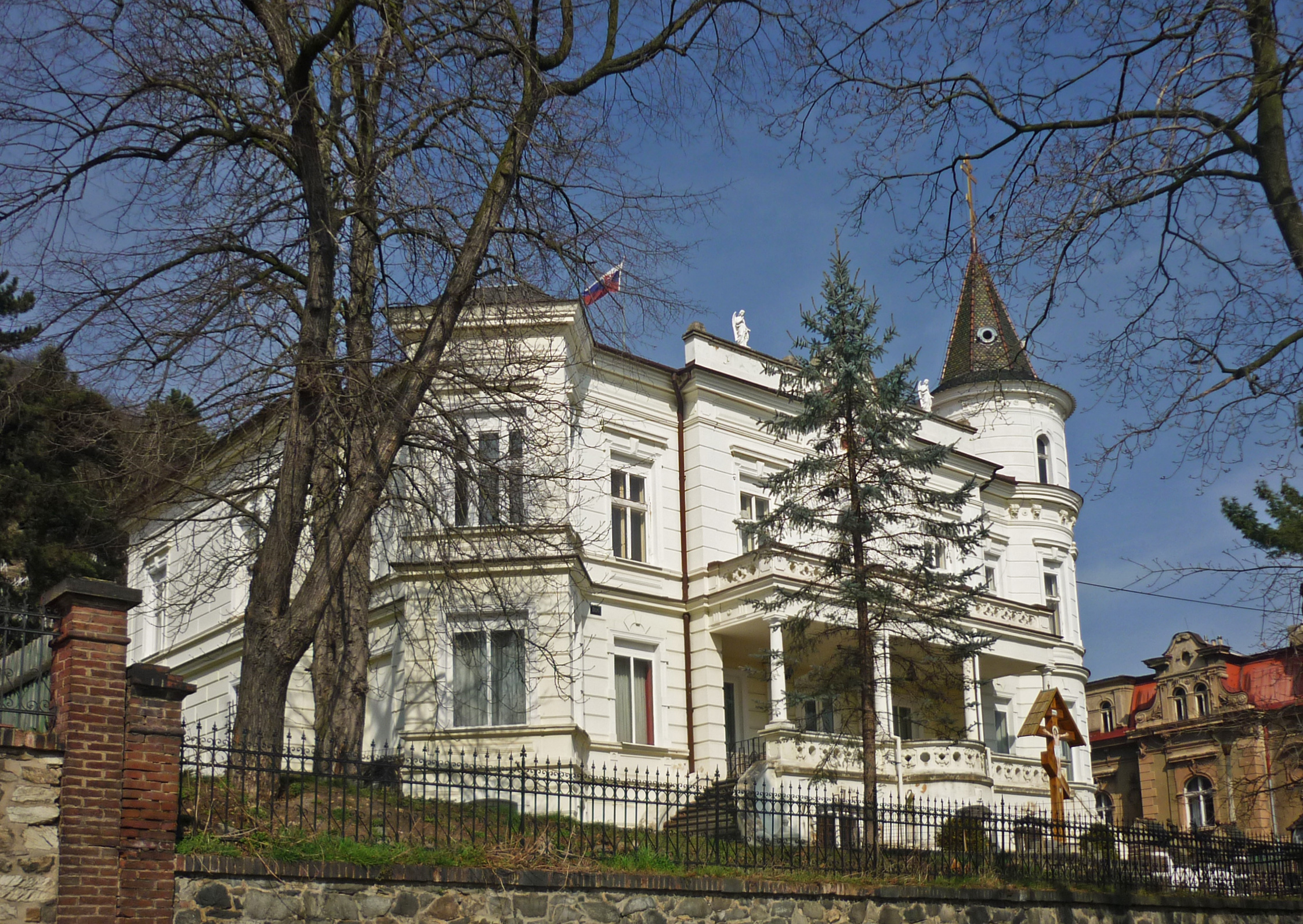
Rezidence biskupa Izaiáše v Mostě

## Řády a ocenění
- Pamětní medaile Stromu míru. Chudobín, 9. říjen 2024.[6][7]
  - Řád svaté apoštolům rovné Marie Magdaleny II. třídy - 2018
  - Řád svatého Gorazda II. - 2017